# Aphrodisium luzonicum
Aphrodisium luzonicum là một loài bọ cánh cứng trong họ Cerambycidae.